# Juan od Lua
Princeza Juan od Lua (kineski: 魯元公主; pinyin: Yuan) (? — 187. prije nove ere) bila je kineska princeza iz dinastije Han, kći cara Gaozua, osnivača dinastije. Majka joj je bila carica Lü Zhi, a brat car Hui od Hana.
Nažalost, njezino se osobno ime nije sačuvalo do danas.
Juan je bila žena plemića Zhang Aoa, koji je bio sin Zhang Era. Bili su roditelji carice Zhang Yan i sina Zhang Yana, princa Lua.